# بنكسية زاحفة
بنكسية زاحفة (الاسم العلمي:Banksia repens) هي نوع نباتي يتبع جنس البنكسية من فصيلة البروطية.